# Línea B1 (AUVASA)
La línea B1 de AUVASA es una línea nocturna de autobús de la ciudad de Valladolid. Une los barrios de Covaresa y San Pedro Regalado con el centro de la ciudad, pasando por las estaciones de autobuses y ferrocarriles. Además, da servicio al barrio de La Overuela con una expedición en cada sentido (ida y vuelta). Circula en viernes, sábados y vísperas de festivos y la realizan autobuses articulados debido a su gran demanda.

## Frecuencias
| DÍA                           | LUGAR DE SALIDA     | PRIMER SERVICIO | ÚLTIMO SERVICIO | FRECUENCIA |
| ----------------------------- | ------------------- | --------------- | --------------- | ---------- |
| Viernes y vísperas de festivo | COVARESA            | 23:30           | 2:30            | 60 min.    |
| Viernes y vísperas de festivo | PLAZA FUENTE DORADA | 0:00            | 3:00            | 60 min.    |
| Viernes y vísperas de festivo | SAN PEDRO REGALADO  | 23:30           | 2:30            | 60 min.    |
| Viernes y vísperas de festivo | ACERA RECOLETOS     | 0:00            | 3:00            | 60 min.    |
| Viernes y vísperas de festivo | LA OVERUELA         | 23:15           | 23:15           | -          |

- El servicio de las 02:30 de Covaresa, que sale a las 3:00 de Pza. Fuente Dorada, finaliza en La Overuela.

## Paradas
| Hacia San Pedro Regalado-La Overuela             | Hacia Covaresa                               |
| ------------------------------------------------ | -------------------------------------------- |
| Cañada Real fte. Col. El Pilar                   | * Pza. Alfonso X                             |
| C/ Miguel Delibes 14                             | * C/ Arrabal 13                              |
| C/ Miguel Delibes 40 esq. Unamuno                | * C/ Títulos fte. Guindal                    |
| Pza. Castilla y León 1                           | * C/ Títulos puente de hierro                |
| Ctra. Rueda 131 centro deportivo                 | * C/ Títulos fte. Los Traductores            |
| Ctra. Rueda fte. Vinos de Cigales                | Pza. Carmen Ferreiro                         |
| Ctra. Rueda 81 esq. Tierra de Sepúlveda          | Avda. Santander centro comercial             |
| Ctra. Rueda 47 fte. Imserso                      | Avda. Santander 49 Bº España                 |
| Ctra. Rueda 37 esq. Corta                        | Avda. Santander Pob. Endasa                  |
| Ctra. Rueda 19 esq. Mota                         | Avda. Palencia 41 Policía Municipal          |
| Pº Zorrilla 101 LAVA                             | C/ Moradas 31 esq. Nebrija                   |
| Pº Zorrilla 65 fte. centro comercial             | C/ Cerrada 1 esq. Santa Clara                |
| C/ Puente Colgante 47                            | C/ Chancillería 5                            |
| C/ Puente Colgante 1 fte. est. de autobuses      | C/ Angustias 5 Teatro Calderón               |
| C/ Estación del Norte Adif                       | Pza. Universidad esq. López Gómez            |
| C/ Gamazo 17 esq. Bailén                         | Pza. España Bola del Mundo                   |
| C/ Duque de la Victoria 23 esq. Pza. España      | C/ Acera Recoletos fte. 2 esq. Pza. Zorrilla |
| Pza. Fuente Dorada                               | C/ Estación del Norte esq. Recondo           |
| C/ Bajada de La Libertad 10 fte. Teatro Calderón | C/ Puente Colgante 2 est. de autobuses       |
| Avda. Ramón y Cajal 3 Hosp. Clínico              | C/ Puente Colgante 18 esq. Gabilondo         |
| C/ Gondomar 12 esq. Santa Clara                  | Pº Zorrilla 88 fte. pza. de toros            |
| C/ Card. Torquemada esq. Rondilla Santa Teresa   | Pº Zorrilla 130 centro comercial             |
| C/ Card. Torquemada esq. Tirso de Molina         | Pº Zorrilla 166 fte. LAVA                    |
| C/ Card. Cisneros esq. San Juan de Ávila         | Ctra. Rueda 36 esq. Mota                     |
| Avda. Palencia 2                                 | Ctra. Rueda fte. 41                          |
| Avda. Palencia fte. 41 esq. Amor de Dios         | Ctra. Rueda fte. 53 Imserso                  |
| Avda. Santander fte. Pob. Endasa                 | Ctra. Rueda esq. Vega Sicilia                |
| Avda. Santander 8 fte. Bº España                 | Ctra. Rueda esq. Vinos de Cigales            |
| Pza. Carmen Ferreiro                             | Ctra. Rueda 204 fte. centro deportivo        |
| * C/ Títulos esq. Los Traductores                | Pza. Castilla y León 4 esq. Miguel Delibes   |
| * C/ Títulos fte. puente de hierro               | C/ Miguel Delibes 1                          |
| * C/ Títulos esq. Guindal                        | Cañada Real fte. Col. El Pilar               |
| * C/ Arrabal 12                                  |                                              |
| * Pza. Alfonso X                                 |                                              |

- Las paradas marcadas con asterisco (*) pertenecen a la prolongación de La Overuela.